# Dohrn (Familie)
Die pommersche Familie Dohrn kam durch Zuckerproduktion zu Reichtum und Ansehen. Der Kaufmann Heinrich Dohrn (1769–1852), Sohn des aus Barth stammenden Posener Chirurgen Friedrich Dohrn, gründete in Stettin das Handelshaus Jahn und Dohrn und 1816/1817 die Pommersche Provinzial-Zuckersiederei, die der Sohn Carl August nach dem Tode des Vaters noch 20 Jahre weiter führte. Die Familie brachte eine Vielzahl von Wissenschaftlern hervor.
- Heinrich Dohrn (1769–1852) ⚭ Johanna Hüttern
  - Carl August Dohrn (1806–1892) ⚭ Adelheid Dietrich
    - n.n.
      - Georg Dohrn (1867–1942) ⚭ Hedwig Commichau
        - Klaus Dohrn (1905–1993)

    - Anna (1831–1892) ⚭ Gustav Wendt (1827–1912)
      - Adelheid Wendt (1862–1944) ⚭ Adolf Furtwängler (1853–1907)
        - Wilhelm Furtwängler (1886–1954)
        - Walter Furtwängler (1887–1967)
        - Märit (Martha, 1891–1971) ⚭ Max Scheler

    - Heinrich Dohrn (1838–1913)
    - Wilhelm Dohrn (1839–1903) ⚭ Marie Jungnickel (1842–1891)
      - Max Dohrn (1874–1943) ⚭ Luise Berta Antonie Harlacher (* 1879)
        - Tobias Dohrn (1910–1990)

    - Anton Dohrn (1840–1909) ⚭ Maria Baranowska
      - Wolf Dohrn (1878–1914) ⚭ Johanna Sattler (1884–1964)
        - Klaus Dohrn (1909–1979)
        - Herta Dohrn (1914–2016) ⚭ Christoph Probst (1919–1943)

      - Reinhard Dohrn (1880–1962)
        - Peter Dohrn (* 1917)

      - Harald Dohrn (1885–1945)